# Systemd
systemd는 일부 리눅스 배포판에서 유닉스 시스템 V나 BSD init 시스템 대신 사용자 공간을 부트스트래핑하고 최종적으로 모든 프로세스들을 관리하는 init 시스템이다. systemd라는 이름 뒤에 추가된 d는 유닉스에서의 데몬(daemon)을 나타낸다. GNU LGPL 버전 2.1 이상으로 허가된 자유 및 오픈 소스 소프트웨어로 출시되었다. systemd의 기본 목표들 가운데 하나는 모든 배포판들에 대하여 기본 리눅스 구성과 서비스 동작을 통일하는 것이다.
2015년을 기준으로 수많은 리눅스 배포판들은 systemd를 자신들의 기본 init 시스템으로 채택하고 있다. systemd의 채택이 증가되어 기능이 복잡해졌을뿐 아니라 배포판들이 채택을 강요받게 되면서 소프트웨어가 유닉스 철학을 위반했다는 비평을 받기에 이르렀다.

## 구조

systemd의 구조

## 같이 보기
- 리눅스 시작 프로세스